# Мюллер-Штёкхейм, Гюнтер
Гюнтер Мюллер-Штёкхейм (нем. Günther Müller-Stöckheim; 17 декабря 1913, Клейн-Штёкхейм, Брауншвейг — 16 июля 1943, Центральная Атлантика) — немецкий офицер-подводник, капитан 3-го ранга (1 июля 1943 года), участник второй мировой войны.

## Биография
16 сентября 1934 года поступил на флот кадетом. 1 апреля 1937 года произведен в лейтенанты. Служил на линейном корабле «Силезия», а затем инструктором военно-морской школы в Мюрвике.

## Вторая мировая война
В апреле 1940 года переведен в подводный флот.
В 1941 году совершил 2 похода на подлодке U-123 в качестве вахтенного офицера.
3 июля 1941 года назначен командиром подлодки U-67 (Тип IX-C), на которой совершил 7 походов (проведя в море в общей сложности 423 суток) в Северную и Центральную Атлантику и в Карибское море.
27 ноября 1942 года награждён Рыцарским крестом Железного креста.
Всего за время военных действий Мюллер-Штёкхейм потопил 13 судов общим водоизмещением 72 138 брт. и повредил 5 судов водоизмещением 29 726 брт.
Лодка Мюллер-Штёкхейма была потоплена в Саргассовом море самолетами с американского эскортного авианосца «Кор», из 51 человека экипажа спаслось только трое, в числе которых командира не было.